# Octavia Butler
Octavia Estelle Butler (Pasadena, 22 de junho de 1947 – Lake Forest Park, 24 de fevereiro de 2006), mais conhecida por Octavia Butler, foi uma escritora afro-americana consagrada por seus livros de ficção científica feminista e por inserir a questão do preconceito e do racismo em suas histórias.
Octavia Butler decidiu tornar-se escritora aos doze anos ao assistir ao filme Devil Girl from Mars e convencendo-se de que poderia escrever uma história melhor. Depois de vender algumas histórias para antologias, adquiriu notoriedade a partir dos anos 1980, ganhando os prêmios Nebula e Hugo. Mas foi a publicação dos livros Parable of the Sower (1993) e Parable of the Talents (1998) que solidificou sua fama como escritora. Em 2005, ela foi admitida no Hall Internacional da Fama de Escritores Negros.
Após sua morte, em 2006, uma bolsa de estudos que leva seu nome foi criada para incentivar estudantes negros inscritos nas oficinas de escrita onde Butler foi aluna e, mais tarde, professora.

## Biografia

### Juventude
Octavia Estelle Butler nasceu em 1947, em Pasadena, na Califórnia, filha única de Octavia Margaret Guy, uma empregada doméstica, e Laurice James Butler, um engraxate. O pai de Butler morreu quando ela tinha sete anos, ficando sua criação a cargo da mãe e da avó materna. Posteriormente, a autora classificaria seu ambiente familiar como "estritamente Batista".
Octavia cresceu na comunidade racialmente integrada da cidade de Pasadena, o que lhe permitiu viver num espaço de diversidade cultural e étnica em meio à segregação racial nos Estados Unidos. Mesmo assim, a autora também se familiarizou com o funcionamento da supremacia branca, como nas ocasiões em que acompanhou sua mãe ao trabalho: nestes momentos, a escritora chegou a ver sua mãe entrando nas casas de pessoas brancas pelas portas dos fundos e também presenciou pessoas brancas falando a ela ou dela de maneira desrespeitosa. Diversas vezes, a mãe de Butler trouxe para casa livros e revistas que as famílias brancas haviam jogado fora para sua jovem filha ler.
Desde muito cedo, uma timidez quase paralisante tornou difícil para Octavia se socializar com outras crianças. Essa dificuldade, junto com uma pequena dislexia que tornava seus trabalhos escolares um tormento, a fez acreditar que ela era "feia e estúpida, desajeitada e socialmente incorrigível". Ela cresceu até atingir 1,80 m de altura, se tornando alvo fácil para bullies. Como resultado, ela frequentemente passava seu tempo lendo na Biblioteca Pública de Pasadena e escrevendo resmas e resmas de páginas em seu "grande caderno rosa". Cativada, a princípio, por contos de fadas e estórias equestres, rapidamente ela se interessou por revistas de ficção científica como a Amazing Stories, a Magazine of Fantasy & Science Fiction e a Galaxy. Nesta época, também começou a ler as histórias de Zenna Henderson, John Brunner e Theodore Sturgeon.
Aos dez anos, ela implorou que sua mãe lhe comprasse uma máquina de escrever Remington, na qual "escreveu [suas] histórias a dois dedos". Aos doze anos, ao assistir à versão televisionada do filme Devil Girl from Mars, convenceu-se de que poderia escrever uma história melhor. Escreveu, então, o rascunho do que, mais tarde, se tornaria a base para seus romances da série Patternist. Até então alegremente desavisada dos obstáculos que uma escritora negra e mulher poderia encontrar, a jovem autora se tornou insegura pela primeira vez aos treze anos quando sua bem-intencionada tia Hazel transmitiu-lhe a realidade da Segregação em cinco palavras: "Querida... Negros não podem ser escritores". Mesmo assim, Butler perseverou em seu desejo de publicar uma história, chegando a pedir ao seu professor de ciências do ensino fundamental, Sr. Pfaff, que digitasse o primeiro manuscrito que ela enviou a uma revista de ficção científica.
| “ | Comecei a escrever sobre poder já que eu tinha tão pouco dele. | ” |

Após terminar o ensino médio na Escola John Muir, em 1965, Butler começou a trabalhar durante o dia e frequentar a Pasadena City College (PCC) à noite. Como caloura, Butler ganhou um concurso de contos da universidade, obtendo seu primeiro pagamento (15 dólares) como escritora.
Em 1968, Butler se formou pela PCC com um diploma de tecnóloga em artes com foco em história. Mais tarde, ela se inscreveu na Universidade da Califórnia em Los Angeles (UCLA), onde também assistiu a aulas pelo programa UCLA Extension.
Apesar da mãe de Butler querer que sua filha se tornasse secretária com uma renda estável, a autora continuou a trabalhar numa série de empregos temporários, preferindo o tipo de trabalho que requeria pouco de sua mente, pois isto lhe permitiria se levantar às duas ou três da manhã para escrever. A ausência de críticas úteis levou-a a imitar o estilo da ficção científica dominada por homens brancos que ela cresceu lendo.

### Primeiros trabalhos
A autora conseguiu uma oportunidade durante o Open Door Workshop da Screenwriter's Guild of America, West, um programa criado com o objetivo de promover escritores de minorias. A escrita de Butler impressionou um dos professores da Writer's Guild, o célebre escritor de ficção científica Harlan Ellison, que a encorajou a participar do Clarion Science Fiction Writers' Workshop, um programa de seis semanas na cidade de Clarion, Pensilvânia. Lá, ela conheceu o escritor Samuel Delany, que se tornaria seu amigo de longa data. Lá, ela também vendeu suas duas primeiras histórias: "Child Finder" foi vendida a Harlan Ellison para a antologia The Last Dangerous Visions e "Crossover" a Robin Scott Wilson, diretor do programa Clarion, para a antologia Clarion de 1971.
Durante os próximos cinco anos, Octavia Butler trabalhou em uma série de romances que, mais tarde, ficaria conhecida como a série Patternist: Patternmaster (1976), Mind of My Mind (1977) e Survivor (1978). Em 1978, ela finalmente conseguiu parar de trabalhar em empregos temporários e viver da sua escrita. Nesse tempo, a autora dedicou-se menos à série Patternist para pesquisar e escrever o romance Kindred (1979), seu livro mais vendido, mas voltou para terminá-la, escrevendo Wild Seed (1980) e Clay's Ark (1984).
Octavia Butler teve o "germe da ideia" para Kindred na faculdade, quando um jovem colega de classe afro-americano, envolvido com o movimento Black Power, ruidosamente criticou gerações anteriores de afro-americanos por terem sido subservientes aos brancos. A autora explicou em entrevistas que os comentários do jovem a instigaram a responder com uma história que contextualizaria historicamente aquela vergonhosa subserviência para que, assim, ela pudesse ser entendida como uma sobrevivência silenciosa, porém corajosa.

### Ascensão ao sucesso
A ascensão à notoriedade de Butler começou em 1984, quando seu conto "Speech Sounds" ganhou o prêmio Hugo de Melhor Conto e "Bloodchild" ganhou os prêmios Hugo, Locus e o prêmio Science Fiction Chronicle Reader de melhor Novelette.
Nesse tempo, Butler viajou à floresta amazônica e aos Andes, com o intuito de realizar pesquisa para o que se tornaria sua trilogia Xenogenesis, composta pelos livros Dawn (1987), Adulthood Rites (1988) e Imago (1989).
Durante os anos 1990, Butler trabalhou nos romances que solidificaram sua fama como escritora: Parable of the Sower (1993) e Parable of the Talents (1998). Em 1995, ela se tornou a primeira escritora de ficção científica a ganhar a bolsa do programa MacArthur Fellows da fundação John D. e Catherine T. MacArthur, cujo prêmio em dinheiro é de 295 mil dólares.
Em 1999, depois da morte de sua mãe, Butler se mudou para a cidade de Lake Forest Park, em Washington. Seu livro Parable of the Talents havia ganhado o prêmio Nebula de Melhor Romance da Science Fiction Writers of America (SFWA) e a autora tinha planos para mais quatro romances na série: Parable of the Trickster, Parable of the Teacher, Parable of Chaos e Parable of Clay. Contudo, depois de falhar diversas vezes em começar Parable of the Trickster, Butler decidiu parar de trabalhar na série. Em entrevistas posteriores, a autora explicou que a pesquisa e a escrita dos romances da série sobrecarregaram e deprimiram-na. Por conta disso, ao invés de continuar a série, decidiu escrever algo "leve" e "divertido", que se tornou seu último livro: Fledgling (2005), uma história que combina ficção científica e vampiros.
Durante seus últimos anos, Butler lutou contra o bloqueio critativo e a depressão, em parte por conta dos efeitos colaterais de sua medicação para pressão alta. Ela continuou escrevendo e ensinando regularmente no Clarion's Science Fiction Writers' Workshop.
Em 2005, ela foi admitida no Hall Internacional da Fama de Escritores Negros da Universidade Estadual de Chicago.

### Morte
Butler morreu fora de sua casa em Lake Forest Park, Washington, no dia 24 de fevereiro de 2006, aos 58 anos. Reportagens do período foram inconsistentes acerca da causa de sua morte: alguns noticiaram que ela havia sofrido um derrame cerebral fatal, enquanto outros indicaram que ela havia morrido de lesões craniais depois de cair e bater a cabeça em sua passarela. Outra sugestão, esta apoiada pela revista Locus, é que o derrame causou a queda e, consequentemente, as lesões craniais.
Butler está enterrada no Mountain View Cemetery and Mausoleum, em Altadena, na Califórnia. Em seu epitáfio está gravado a citação de Parable of the Sower: “All that you touch, you change. All that you change, Changes you. The only lasting truth is Change. God is Change.” Esta citação é a base da religião Earthseed, que Butler inventou nos seus livros.
Depois de sua morte, a Carl Brandon Society criou a Octavia E. Butler Memorial Scholarship, uma bolsa de estudos para fornecer apoio a estudantes negros que participem do Clarion West Writers Workshop e do Clarion Writers' Workshop, descendentes do Science Fiction Writers' Workshop original, onde Butler, 35 anos atrás, deu seus primeiros passos como escritora.

## Temas

### Crítica de hierarquias contemporâneas
Em diversas entrevistas e ensaios, Butler definiu sua visão da humanidade como inerentemente marcada por uma tendência ao pensamento hierárquico, o qual pode levar à intolerância, e também, caso não seja mantido sob controle, à derradeira destruição da espécie humana.
| “ | Simples peck-order bullying é apenas o começo do tipo de comportamento hierárquico que pode levar a racismo, sexismo, etnocentrismo, classismo e todos os outros ismos que causam tanto sofrimento no mundo.. United Nations Racism Conference | ” |

Suas histórias frequentemente reproduzem a dominação darwiniana da humanidade do fraco pelo forte como um tipo de parasitismo. Não raro, estes seres superiores, quer sejam alienígenas, vampiros, super-humanos ou senhores de escravos, encontram-se desafiados por um protagonista que encarna a diferença, a diversidade e a mudança. Deste modo, como John R. Pfeiffer aponta, "de um certo modo, as fábulas de Butler são processos de solução para a condição auto-destrutiva que ela enxerga na humanidade."

### A reconstrução do humano
Em seu ensaio sobre o pano de fundo sociobiológico da trilogia Xenogenesis, J. Adam Johns descreve a maneira pela qual a narrativa de Butler contraria a pulsão de morte por trás do impulso hierárquico com um amor inato pela vida (biofilia), particularmente por vidas estranhas, diferentes. Como maneira de corrigir as causas sociobiológicas da violência hierárquica, as histórias de Butler apresentam alternativas como manipulação genética, cruzamento de diferentes raças, miscigenação, simbiose, mutação, contato com alienígenas, sexo não-consensual, contaminação e outras formas de hibridismo. Como De Witt Douglas Kilgore e Ranu Samantrai apontam, "nas narrativas de Butler, a ruína do corpo humano é literal e metafórica, pois ela significa as mudanças profundas que são necessárias para se moldar um mundo não organizado por violência hierárquica". Assim, a maturidade evolucionária alcançada pelo protagonista híbrido e biogeneticamente modificado no fim da história sinaliza a possível evolução da comunidade dominante em termos de tolerância, aceitação da diversidade e um desejo de exercer o poder responsavelmente.

### O sobrevivente como herói
Os protagonistas de Butler são indivíduos marginalizados que aguentam, se resignam e aceitam mudanças radicais para sobreviver. Como De Witt Douglas Kilgore e Ranu Samantrai apontam, as histórias de Butler focam-se em personagens de minorias, cujos antecedentes históricos já os tornam íntimos com violação brutal e exploração, e, daí, a necessidade de resignação para sobreviver. Mesmo quando dotados de habilidades extras, estas personagens são forçadas a experimentar angústias e exclusões físicas, mentais e emocionais sem precedentes para garantir um nível mínimo de agência e impedir que a humanidade atinja a auto-destruição. Em várias histórias, seus atos de coragem se tornam atos de compreensão e, em alguns casos, de amor, à medida que eles chegam num acordo crucial com aqueles no poder. Em última análise, o foco de Butler em personagens marginalizados serve para ilustrar tanto a exploração história de minorias e como a determinação de um indivíduo explorado pode trazer mudanças críticas.

"Para sobreviver, conheça o passado. Deixe tocá-lo. Então deixe o passado ir embora."

Trecho de Earthseed: The Books of the Living, livro ficcional escrito pela protagonista de Parable of the Sower e Parable of the Talents

### A criação de comunidades alternativas
As histórias de Octavia Butler apresentam comunidades mistas fundadas por protagonistas africanos e povoadas por indivíduos diversos, mesmo que de pensamento similar. Seus membros podem ser humanos de ascendência africana, europeia ou asiática; extraterrestres (como os N'Tlic em "Bloodchild"); de uma espécie diferente (como os vampíricos Ina em Fledgling) ou mestiços (como os humanos-oankali Akin e Jodahs em Lilith's Brood). Em algumas histórias, o hibridismo da comunidade resulta numa visão flexível de sexualidade e gênero (por exemplo, as famílias estendidas em Fledgling). Deste modo, Butler cria laços entre grupos que são, de modo geral, considerados como separados e sem relação, e sugere o hibridismo como "a potencial raiz da boa família e da vida abençoada em comunidade".

#### Relação com o Afrofuturismo
A obra de Butler tem sido associada ao gênero do Afrofuturismo, um termo cunhado por Mark Dery para descrever "a ficção especulativa que trata de temas afro-americanos e lida com preocupações afro-americanas no contexto da tecnocultura do século XX." Alguns críticos, contudo, notaram que, embora os protagonistas de Butler sejam de ascendência africana, as comunidades criadas por eles são multi-étnicas e, algumas vezes, multi-espécie. Como explicam Kilgore and Samantrai em seu memorial à Butler de 2010, embora Butler ofereça "uma sensibilidade afro-cêntrica no cerne de suas narrativas", sua "insistência no hibridismo além do ponto de desconforto" excede os princípios tanto do nacionalismo cultural negro, quanto do pluralismo liberal "dominado por brancos".

### Raça e gênero
Butler começou a ler ficção científica na juventude, mas rapidamente se desencantou com as representações sem imaginação de etnicidade e classe do gênero, bem como a ausência de protagonistas femininas de destaque. Ela decidiu corrigir estas ausências, como dizem Kilgore and Samantrai, "escolhendo escrever conscientemente como uma mulher afro-americana marcada por uma história particular" — o que Butler chamou de "me escrever para dentro". As histórias de Butler, assim, são geralmente escritas da perspectiva de uma mulher negra marginalizada, cuja diferença dos agentes dominantes aumenta seu potencial de reconfigurar o futuro da sociedade.
Em 2000, Charlie Rose entrevistou Octavia Butler logo depois do prêmio da MacArthur Fellowship. Os pontos altos são as perguntas íntimas que surgem da narrativa de vida de Butler e o interesse dela em se tornar não apenas uma escritora, mas uma escritora de ficção científica. Rose perguntou: "Qual é o ponto central daquilo que você quer dizer sobre raça?" Ao que Butler respondeu: "Será que eu quero dizer algo central sobre raça? Além de 'Olá, estamos aqui!'? Isto demonstra uma afirmação essencial para Butler: que o mundo da ficção científica é um mundo de possibilidades e, embora a raça seja um elemento inato, ela está embutida na narrativa, e não forçada nela.

## Influência
Em entrevistas com Charles Rowell e Randall Kenan, Butler creditou as dificuldades de sua mãe enquanto mulher de classe trabalhadora como uma importante influência em sua escrita. Por ter recebido pouca educação formal, a mãe da escritora se certificou de que a jovem Butler tivesse a oportunidade de aprender, trazendo-lhe materiais de leitura que seus empregadores brancos jogavam fora, desde revistas até livros avançados. Ela também encorajou Butler a escrever. Ela comprou a primeira máquina de escrever da filha quando ela tinha 10 anos de idade e, vendo-a trabalhando duro em uma história, observou casualmente que, talvez um dia, ela se tornasse uma escritora. Esta observação fez Butler perceber que era possível ganhar seu sustento como autora. Uma década depois, a mãe de Butler pagaria a quantia equivalente a mais de um mês de aluguel para que um agente literário criticasse o trabalho de sua filha. Ela também deu a Butler o dinheiro que estava guardando para um tratamento dentário para pagar a bolsa da filha, permitindo a ela que participasse do Clarion Science Fiction Writers Workshop, onde Butler vendeu suas duas primeiras histórias.
Outra pessoa que teve um papel influente na obra de Buter foi o escritor estadunidense Harlan Ellison. Como professor no Open Door Workshop da Screen Writers Guild of America, ele deu a Butler a primeira crítica construtiva honesta depois de anos da autora receber respostas mornas de professores de escrita e rejeições incompreensíveis de editoras.
Impressionado pelo trabalho de Butler, Ellison sugeriu que ela participasse do Clarion Science Fiction Writers Workshop e chegou até a contribuir com 100 dólares para sua taxa de inscrição. Com o passar dos anos, a mentoração de Ellison se transformou numa amizade próxima.

## Entrevistas
Numa entrevista para Randall Kenan, Octavia Butler discutiu como suas experiências de vida na infância formaram a maior parte de seu pensamento. Como escritora, Butler foi capaz de usar sua escrita como um veículo para criticar a história sob uma lente feminista. Na entrevista, ela discute a pesquisa que teve de fazer para escrever seu best-seller, Kindred. A maior parte dela se baseou em visitar livrarias e pontos históricos que diziam respeito ao que ela estava investigando. Butler admitiu que ela escreve ficção científica por não querer que seu trabalho seja categorizado ou utilizado como ferramenta de publicidade. Ela quer que seus leitores estejam genuinamente interessados em sua obra e na história que ela está contando. Contudo, ao mesmo tempo, ela teme que não será lida, por conta da classificação de "ficção científica" que seus trabalhos possuem.
Numa entrevista com Joshunda Sanders, Butler comentou sobre a corrida espacial e a influência desta em seu trabalho. Ela observou o seguinte: "Penso a corrida espacial como uma maneira de se ter uma guerra nuclear contra a União Soviética sem, de fato, se tê-la." Depois, ela afirmou que Ronald Reagan acreditava que uma guerra nuclear contra a União Soviética era ganhável. Butler admitiu estar confusa sobre esta ideia e disse que ela contribuiu para sua ideia para os livros da série Xenogenesis. Segundo a autora, "deve haver algo básico, algo, de fato, geneticamente errado conosco, já que estamos acreditando nesse tipo de coisa." Daí, Butler comentou sobre o medo real que ela sentia de uma guerra nuclear durante a Guerra Fria e que estas ideias tiveram uma influência de fato em alguns de seus trabalhos iniciais.

## Adaptações
Parable of the Sower foi adaptado como Parable of the Sower: The Concert Version, uma ópera por ser finalizada, escrita pela artista estadunidense de folk/blues Toshi Reagon em colaboração com sua mãe, a cantora e compositora Bernice Johnson Reagon. O libretto da adaptação e a trilha sonora combinam os spirituals afro-americanos, a música soul, o rock and roll e a música folk em turnos a ser interpretados por cantores sentados em círculo. Foi apresentada em 2015 como parte do festival Under the Radar do teatro The Public Theater na cidade de Nova Iorque.
Kindred foi adaptado como um graphic novel pelo autor Damien Duffy e o artista John Jennings. A adaptação foi publicada pela editora Abrams ComicsArts em 10 de janeiro de 2017. Para diferenciar visualmente os períodos nos quais se passam a história, Jennings utilizou cores mudas para o presente e cores vibrantes para o passado, no intuito de demonstrar como os resquícios e a relevância da escravidão persistem até os dias atuais. Em seu lançamento, no dia 29 de janeiro de 2017, a adaptação em quadrinhos atingiu a primeira colocação da lista hard-cover graphic book do New York Times.

## Recepção
Editores e críticos categorizaram a obra de Butler como ficção científica. Embora Butler gostasse profundamente do gênero, chamando-o inclusive de "potencialmente o gênero mais livro em existência", ela se opôs a ser categorizada como apenas uma escritora do gênero. Muitos críticos ressaltaram que suas narrativas atraem pessoas de diversos backgrounds étnicos e culturais. Ela dizia ter três tipos de público cativo: leitores negros, fãs de ficção científica e feministas.
A maioria dos críticos elogiam Butler por sua resoluta exposição das falhas humanas, que ela representa com impressionante realismo. O New York Times considerou seus romances como "evocativos", mesmo que "amiúde problemáticas" explorações de "questões amplas sobre raça, sexo, poder". Dorothy Allison, do Village Voice, descreveu-a como "escrevendo a mais detalhada crítica social", onde "a dureza da crueldade, da violência e da dominação é descrita em detalhes severos".
Acadêmicos, por outro lado, se focaram na escolha de Butler em escrever do ponto de vista de personagens e comunidades marginalizadas, deste modo "expandindo a ficção científica para refletir as experiências e a expertise dos disenfranchised". Robert Crossley elogiou como a "estética feminista" de Butler trabalha para expor os chauvinismos sexuais, raciais e culturais, porque é "enriquecida por uma consciência histórica que modela a representação da escravidão tanto no passado real quanto em passados imaginários e futuros."
Burton Raffel considera sua prosa como "construída cuidadosamente e profissionalmente" e "cristalina, em sua melhor forma, sensual, sensível, exata, nem um pouco preocupada em chamar atenção para si mesma".

## Obras

### Séries
| Série                                                                                          | Título                       | Título no Brasil                                  | Título em Portugal                         |
| ---------------------------------------------------------------------------------------------- | ---------------------------- | ------------------------------------------------- | ------------------------------------------ |
| Patternist (1976–1984)                                                                         | Patternmaster (1976)         |                                                   |                                            |
| Patternist (1976–1984)                                                                         | Mind of My Mind (1977)       | Elos da Mente (2022)                              |                                            |
| Patternist (1976–1984)                                                                         | Survivor (1978)              |                                                   |                                            |
| Patternist (1976–1984)                                                                         | Wild Seed (1980)             | Semente Originária (2021)                         |                                            |
| Patternist (1976–1984)                                                                         | Clay's Ark (1984)            | Arca de Clay (2023)                               |                                            |
| Xenogenesis (1987–1989) Re-lançada em 2000 com o título de "Lilith's Brood" Brasil: Xenogênese | Dawn (1987)                  | Despertar (2018) ISBN 9788592795535               | Xenogénese (2000) ISBN 972211347X          |
| Xenogenesis (1987–1989) Re-lançada em 2000 com o título de "Lilith's Brood" Brasil: Xenogênese | Adulthood Rites (1988)       | Ritos de Passagem (2019) ISBN 9788592795726       | Ritos da Maioridade (2001) ISBN 9722113909 |
| Xenogenesis (1987–1989) Re-lançada em 2000 com o título de "Lilith's Brood" Brasil: Xenogênese | Imago (1989)                 | Imago (2021) ISBN 9786586015188                   |                                            |
| Parable (1995–1998) Também conhecida como Earthseed Brasil: Semente da terra                   | Parable of the Sower (1995)  | A Parábola do Semeador (2018) ISBN 9788592795399  |                                            |
| Parable (1995–1998) Também conhecida como Earthseed Brasil: Semente da terra                   | Parable of the Talent (1998) | A Parábola dos Talentos (2019) ISBN 9788592795580 |                                            |

### Romances autônomos
- Kindred (1979) no Brasil: Kindred: Laços de Sangue (2019)
- Fledgling (2005)

### Coletâneas de contos
- Bloodchild and Other Stories (1995) no Brasil: Filhos de Sangue e Outras Histórias (2020)
- Unexpected Stories (2014)